# Trifolium triaristatum
Trifolium triaristatum là một loài thực vật có hoa trong họ Đậu. Loài này được Colla miêu tả khoa học đầu tiên.